# 쿠퍼액
쿠퍼액(pre-ejaculate, pre-ejaculatory fluid, preseminal fluid, Cowper's fluid, pre-cum)은 성적 각성 동안 음경의 요도에서 방출되는 투명하고 무색의 점성 액체이다. 쿠퍼액은 정액과 구성이 비슷하지만 뚜렷한 화학적 차이가 있다. 윤활 및 산 중화 역할을 한다.

## 기원과 구성
성적 각성, 자위, 전희, 성교 중 초기 단계에 개인이 오르가슴에 완전히 도달하고 정액이 사정되기 얼마 전에 음경의 요도에서 체액이 배출된다. 이것은 주로 망울요도샘에서 생성되며 리트레 땀샘(점액을 분비하는 요도선)도 이에 기여한다. 배출되는 쿠퍼액의 양은 개인마다 크게 다르다. 어떤 사람은 쿠퍼액을 배출하지 않지만, 어떤 사람은 5ml 이상을 배출하기도 한다.
쿠퍼액에는 산 인산 가수 분해 효소와 같은 정액과 관련된 화학 물질이 포함되어 있지만 감마 글루타밀 전달 효소와 같은 다른 정액 마커는 없다.

## 기능 및 위험
쿠퍼액은 오줌으로 인한 요도의 산도를 중화시켜 정자의 통과에 보다 유리한 환경을 만든다. 질은 일반적으로 산성이므로 정액이 배출되기 전의 쿠퍼액이 정자의 생존을 촉진하기 위해 질 환경을 변화시킬 수 있다. 또한 쿠퍼액은 성행위 중 윤활제 역할을 하며, 정액 응고의 역할도 한다.
연구에서 남성의 작은 표본을 조사했지만 쿠퍼액에는 정자가 포함되지 않는다고 밝혔다. 하지만 또 다른 연구에서는 정자 농도가 높은 개별 사례를 포함하여 혼합된 증거를 발견했다. 그러나 쿠퍼액은 임신을 유발하는 데 효과가 없다.
연구에 따르면 HIV에 감염된 남성의 대부분의 쿠퍼액 샘플에서 HIV가 발견되었다.